# Factură
Factura este un document contabil emis de o companie (furnizorul), către o altă companie sau persoană fizică (clientul), document ce conține lista cu produsele vândute sau serviciile prestate clientului de către furnizor. O factură mai conține datele de identificare fiscală a clientului (persoana fizică sau juridică), datele furnizorului (emitentul), cota de TVA, precum și prețul, cantitatea și valoarea fiecărui produs vândut.

## Facturi înainte de 01 ianuarie 2007
În România, înainte de 1 ianuarie 2007, facturile erau documente tipizate, emise, înseriate și numerotate de Ministerul Finanțelor Publice și Imprimeria Națională. 

Persoanele juridice din România cumpărau facturile emise de Imprimeria Națională prin diverși distribuitori sau tipografii. Facturile erau în format A4 sau A5. Un facturier reprezintă un carnet de 50 de facturi.

Facturile conțineau câmpuri ce trebuiau completate de către agenții economici. Informațiile erau completate în general manual, cu pixul. Unele companii aveau programe de facturare ce imprimau informațiile unei facturi exact în locurile libere din șablonul tipizat oficial.

## Facturi după 01 ianuarie 2007
Începând cu data integrării României în UE (01-01-2007), a fost modificat art. 155 din Codul fiscal. Facturile și chitanțele emise de către firmele românești nu mai sunt documente cu regim special emise de Imprimeria Națională sau tipografii autorizate, pot fi acum emise de fiecare firmă în parte, atât timp cât conțin informațiile obligatorii reglementate prin art. 155 din Codul Fiscal, iar semnătura și ștampila sunt acum opționale.

## Moduri de realizare a facturilor noi
În noul context, companiile românești sunt nevoite să caute noi metode de realizare a facturilor.

### Metoda conservatoare
Firmele pot cumpăra încă facturi tipizate de la diferite tipografii particulare. Acestea nu mai sunt documente înseriate oficial de instituțiile statului, au doar rolul de șablon ce urmeaza a fi completat de firma respectiva în momentul emiterii.

#### Avantaje
- se poate continua în sistemul vechi de completare manuală a facturilor, pentru cei obișnuiți;
- pentru cei care emit facturi „pe teren”, o pot completa pe loc.

#### Dezavantaje
- timpul de completare al facturii mai ridicat;
- lipsa avantajelor sistemelor informatizate, vezi programele de facturare.

### Șabloane în Word sau Excel
Este o metodă de mijloc, între metoda conservatoare și programele de facturare.
Se realizează șabloane de facturi în diverse programe ca Word, Excel, etc. Aceste șabloane conțin deja câmpurile ce trebuiesc completate, și în plus datele furnizorului. Se completează informațiile in fișierul respectiv (sau daca nu, se printează și se completează cu pixul). Daca este un program de calcul tabelar (de exemplu Excel) se pot realiza formule de calcul pentru valorile facturii.

#### Avantaje
- se poate face o copie a facturilor pe suport optic, în cazul cand sunt completate integral în format digital;
- se poate localiza mai ușor o factură;
- este realizată mai rapid decat în metoda conservatoare dar mai încet și mai greoi decât prin programele de facturare.

#### Dezavantaje
- este un sistem personal, dezvoltat intern, poate fi greoi de folosit, sau incorect;
- nu beneficiază de avantajele programelor de facturare.

### Programe de facturare offline
Majoritatea programelor de contabilitate existente au fost adaptate pentru emiterea facturilor in format printabil. Dar pentru scopul facturării programele de contabilitate sunt mult prea complexe. Au aparut intre timp programe doar dedicate facturarii, care se instalează pe PC, având licențe la prețuri acceptabile.

#### Avantaje
- găsirea și vizualizarea rapidă a unei facturi sau a informațiilor despre un client;
- obținerea de statistici numerice legate de vânzari sau facturi;
- în general facturarea este mult mai rapidă decat cea manuală;
- validarea informațiilor la introducere;
- posibilitatea de back-up (salvarea datelor) și restaurare (încărcarea datelor salvate) în orice moment dorit de către utilizator.

#### Dezavantaje
- nu se pot emite facturi «pe teren», deci fără calculator și imprimantă;
- se pot folosi doar de pe calculatorul unde au fost instalate (există însă programe care funcționeaza in rețea, chiar și prin Internet pe stații din orașe diferite)

### Programe de facturare online
Începând cu 2007, au apărut aplicații online bazate exact pe facturare. Diferența între programele online și programele de facturare/contabilitate clasice este ca programul online funcționează ca un website, deci se acceseaza prin browserul cu care navigați pe internet și poate fi accesat de la orice calculator, și autentificarea se face pe baza de nume de utilizator și parola, în timp ce programele clasice se instalează pe calculator.

#### Avantaje
- nu necesită instalarea niciunui program - se pot folosi direct din browser;
- se pot folosi concomitent din mai multe sedii sau puncte de lucru din locații diferite;
- este ușor accesabil din orice locație cu Internet;
- nu depinde de sistemul de operare sau de specificațiile calculatorului respectiv;
- în general datele utilizatorilor au backup zilnic (copie de siguranță);

#### Dezavantaje
- este necesară o conexiune permanentă la Internet;
- nu se pot emite facturi «pe teren», fără calculator și imprimantă;
- dependență de firma care oferă serviciul;
- este mai lent decât programele de facturare off-line.